# Centrul comercial Orhideea
Orhideea este un centru comercial în București, aflat în partea de vest a orașului, pe malul râului Dâmbovița, în dreptul podului Grozăvești, lângă campusurile studențești Regie și Grozăvești. Principala componentă a acestuia este hipermarketul Carrefour, cu o suprafață de 17.000 m² din suprafața totală de 30.000 m². Alături de acesta, se află o galerie comercială cu 60 de magazine. Deschis pe 24 septembrie 2003, centrul comercial Orhideea a atins în 2005 un milion de vizitatori lunar, fiind la acel moment al treilea magazin Carrefour din lume din acest punct de vedere. Centrul comercial are în incinta sa, următoarele magazine: 
- 5asec
- Animax
- Arsis Vodafone
- B&B collection
- Boutique 17
- BRD
- CCC
- Christian Tour
- DM
- Dr. Max
- English Home
- Esenta Plant
- Etic
- Flanco
- Gryxx
- HelpNet
- Inmedio
- Kenvelo
- Kon Art
- Meli Melo
- Meli Melo deco
- Melkior
- Noriel
- Okaïdi
- Optiblu
- Orange store
- Penti
- Pepco
- Richard Shoes
- Samsonite
- Secuiana
- Sephora
- Splend’or
- Stil Art
- Takko
- Telekom
- Timeout
- Tom Tailor
- Yves Rocher

Zona de mâncare din Centrul Comercial Orhideea oferă o varietate de opțiuni gastronomice, de la fast food la preparate tradiționale și internaționale. Vizitatorii pot savura diverse gusturi de la diverse restaurante precum: 
- Cuptorul Brâncovenesc
- KFC
- La Mama
- LEE HO
- McDonald’s
- Pep & Pepper
- Pizza Hut
- Popeyes
- Chopstix
- Spartan
- Starbucks
- Subway

Numele său provine de la numele șoselei Orhideelor, șosea care intersectează Splaiul Independenței în locul în care se află centrul.
Centrul comercial Orhideea este deținut de compania franceză Catinvest, care mai deține centrele comerciale Centrul Comercial Esplanada, Tom Constanța și Electroputere Parc.